# Actaea europaea
Actaea europaea är en ranunkelväxtart som först beskrevs av Schipcz., och fick sitt nu gällande namn av J. Compton. Actaea europaea ingår i släktet trolldruvor, och familjen ranunkelväxter. Inga underarter finns listade i Catalogue of Life.

## Bildgalleri

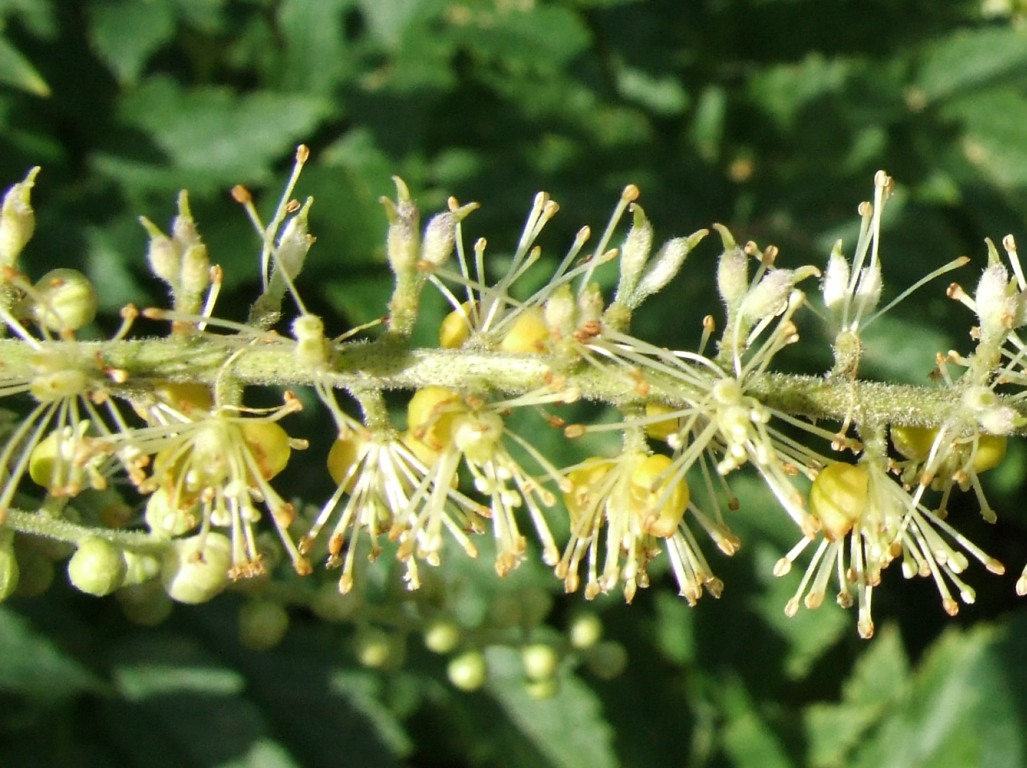